# Jael Uribe
Jael Elizabeth Uribe Medina conocida como Jael Uribe (Santo Domingo, República Dominicana, 10 de febrero del 1975) es una escritora dominicana activa también como poeta, narradora, diseñadora gráfica y artista plástica. Se le considera iniciadora del movimiento poético femenino «Mujeres Poetas Internacional» (MPI) y la principal promotora del Festival Internacional de Poesía Grito de Mujer, celebrado en varios países en homenaje a la mujer y contra la violencia.

## Biografía
Nacida en Santo Domingo. Se graduó en Artes Publicitarias en la Universidad Autónoma de Santo Domingo (UASD), posee un máster en Diseño Gráfico y Editorial por el Instituto Superior de Diseño de Barcelona, España y un Diplomado de Relaciones Públicas y Comunicación Corporativa de la Escuela de Negocios Refiné by Jormart. Escribe poesía y narrativa desde temprana edad y se ha dedicado al desarrollo de proyectos culturales que promueven la poesía contemporánea femenina a nivel internacional, como los concursos de poesías para mujeres; convocatorias, antologías, recitales, en todas sus propuestas se enfoca la temática de la mujer y los temas de no violencia. Su labor más destacada ha sido la creación del Festival Internacional de Poesía Grito de Mujer, que sirve de plataforma de lanzamiento para poetas noveles de calidad, y de apoyo a poetas de mayor trayectoria en su promoción internacional.
Desde el año 2009, fecha en que fundó el Movimiento Mujeres Poetas Internacional, ha formado parte de varios eventos culturales, publicaciones a nivel nacional e internacional, y apoyado causas femeninas. Entre los proyectos más importantes con los que ha colaborado se encuentran el National Writing Project de Plymouth University en Nuevo Hampshire 2012 y en el desarrollo de habilidades literarias a través del Children Literature's Institute, en los Estados Unidos en el 2006.

### Gestión cultural
Ha creado eventos culturales que proyectan a poetas y artistas internacionalmente siendo el festival Grito de Mujer el más importante, y otras actividades relacionadas diversas, con el apoyo de varios grupos literarios e instituciones y organizaciones públicas y privadas, como  Amnistía Internacional (Málaga), en pos de promover la no violencia. Ha colaborado con eventos internacionales como es el caso de la Feria Internacional del Libro de Santo Domingo, auspiciada por el Ministerio de Cultura de República Dominicana. Como presidente de la Fundación Mujeres Poetas Internacional MPI, Inc., ha coordinado eventos desde la República Dominicana en países latinoamericanos como México, Colombia, y Argentina,, así como en Europa en países como España y Francia, entre otros. Los eventos del festival Grito de Mujer han tenido lugar en Estados Unidos, varios países asiáticos, Alemania y distintos lugares de África. El festival ha contado con apoyo por parte de ferias del libro, ministerios de cultura, y otras instituciones internacionales.

### Diseño gráfico
En el área de diseño gráfico, ha trabajado en la conceptualización de diversas campañas de no violencia, eslogan, logotipos y la identidad corporativa de los proyectos y eventos que ha impulsado. Es la diseñadora del concepto general de la marca Grito de Mujer®.

### Premios y reconocimientos
En el 2018 fue nominada como poeta internacional laureada en Connecticut, USA. En el 2017 recibe el premio “Freedom of Expression Award 2016”(Ytringsfrihetsprisen) otorgado por la Unión Noruega de Autores con el aval del Ministerio de Cultura de Noruega por su labor como gestora cultural y activista en favor de la mujer. En 2017, gana el 1.er lugar premio Poesía Vicente Rodríguez-Nietzsche del Festival Internacional de Poesía de Puerto Rico.   En el 2015, fue nominada a los premios Hombre y Mujer del Año (HYM) del periódico dominicano Diario Libre por su gestión cultural en el 2014. En el 2013 recibe el premio por su ensayo de vida en el VII Concurso de Mujeres: Voces, Imágenes y Testimonios de Voces Nuestras (Costa Rica).  En el año 2012 recibe de manos del director de la XV Feria Internacional del Libro de Santo Domingo una placa como Feriera del año por el apoyo a las actividades llevadas a cabo durante la feria. En el 2012 recibe un reconocimiento a la Gestión Cultural de Mujeres Poetas Internacional MPI por parte Ediciones Limaclara Argentina, 2012. En 2012 gana Mención de honor 1.er. Concurso Internacional de Poesía Diablos Azules (Trujillo-Perú). En el 2011 gana Mención de Honor Concurso Internacional de Poesía y Relatos Caños Dorados (Córdoba España).  En el 2012 obtiene mención de honor en el Concurso de Nano poesía del Proyecto Expresiones (Venezuela) 2010. y en el año 2010, recibe primer premio con un cuento en el Concurso de Literatura Infantil ELIEC (Argentina) 2010.

### Libros y publicaciones
Es autora del poemario De la Muerte al Fénix, compilación que reúne su poesía hasta el 2014. Publicado por el Ministerio de Cultura Dominicano y la Dirección General de la Feria de Libro de Santo Domingo con motivo de la celebración de la XI Feria Regional del Libro de la provincia Hato Mayor, en la República Dominicana.
Fue editora y compiladora de las antologías: "Woman Scream: International Poetry Anthology of Female Voices" (2020), "¡Somos el GRITO!: Antología Internacional de Voces Femeninas" (2020),(ambas en conmemoración de los 10 años de la causa Grito de Mujer), "Faros de Esperanza: Antología Internacional en Homenaje a las Madres (2018). Muñecas: Antología Internacional Contra el Abuso Infantil (2017), Grito de Mujer (2011-2014) y la antología Yo Soy Mujer (2010), primera de la serie del movimiento MPI. Ha colaborado junto a otros escritores en publicaciones colectivas como Zile a: antoloji jèn powèt ayisyen ak dominiken /La Isla: antología de jóvenes poetas haitianos y dominicanos (Fundación Juan Boch, Compilador Claude Seinnechales, 2016), Antología Temática de la Poesía Dominicana Eros y Poiesis (Editora Nacional, Ediciones Feria Internacional del Libro SD 2016), Flores del Desierto (Antología Grito de Mujer, Unaria ediciones-España, 2016), Flores en el Desierto: Antología Iberoamericana de Poesía (Cascada de Palabras-México, 2016), Chamote, antología de poetas latinoamericanos (Editorial Punto de Encuentro, 2015) AR, "¿Por qué poesía?"  Editorial Dunken, (AR, 2015), Antología Suturas, compilación IV Festival Grito de Mujer (Puerto Rico, 2015), LA LUNA E I SERPENTI Prima antologia di Landai ispanoamericani del Progetto 7LUNE. (Italia 2014), Mirada de Mujer de Virtudes Álvarez (Santo Domingo 2014), Genealogía de los Suspiros, (Colombia) 2014, Antología Tellus, Febo, Venus. Editorial Dunken, (Argentina) 2014, antología Botín de Guerra vol. 1, Cascada de Palabras (México), antología Un Canto de Amor a Gabriel García Márquez (Chile) 2014, antología Poesía por la Justicia Social en el Mundo (España) 2014, Antología Autopísticas, Editorial Clara Beter (Argentina) 2014, antología 100 poemas a Nicanor Parra (Chile) 2014, Antología VII Concurso de Mujeres: voces, imágenes y testimonios (Costa Rica) 2013,  Antología en inglés Short and Twisted (Australia) 2013, Antología de Sonetos Siglo XXI (República Dominicana) 2013, Antología Anónimos 2.0, Festival Internacional de Poesía Cosmopoética (Córdoba-España) 2012, Mil Poemas a Miguel Hernández (España) 2012, Mil poemas a Pablo Neruda (Chile) 2011, Antología Mil Poemas a Cesar Vallejo (Perú) 2011, Antología Poetas de la Era (Volumen 1) 2011, La palabra Revelada/Revelada: El poder de contarnos (USA, NY) 2011, Antología de nano-poemas Proyecto Expresiones (Venezuela) 2010, Antología Canto de sirenas (México) 2010; Antología En Audio 7 Mujeres Una Voz, Círculo de Escritoras Dominicanas 2010, Antología Internacional de Poesía Amorosa (México, Perú, Ecuador) 2006.